# Espacio k
El espacio K es una imagen en el dominio de la frecuencia obtenida tras aplicar a la matriz de datos de salida de un equipo de resonancia magnética una función transformada de Fourier.
Su principal problema radica en que el espacio k es un concepto abstracto ya que, aunque se puede visualizar, sus datos tienen poco sentido y no tienen relación directa con la imagen final de la resonancia magnética.